# Idiopidae
Famille
Les Idiopidae sont une famille d'araignées mygalomorphes.

## Distribution

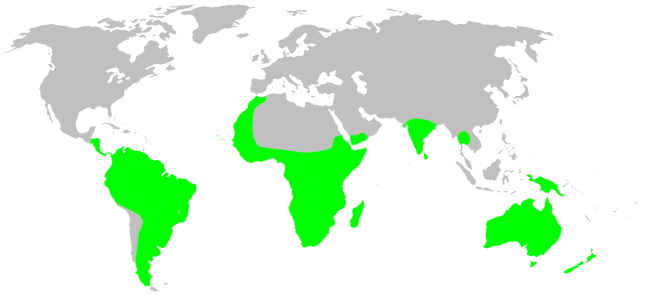
Distribution.

Les espèces de cette famille se rencontrent en Océanie, en Afrique, en Amérique du Sud, en Amérique centrale, en Asie du Sud et en Asie du Sud-Est.
Elles se concentrent notamment en Australie et en Afrique du Sud.
Elles vivent par climat tropical et tempéré.

## Description

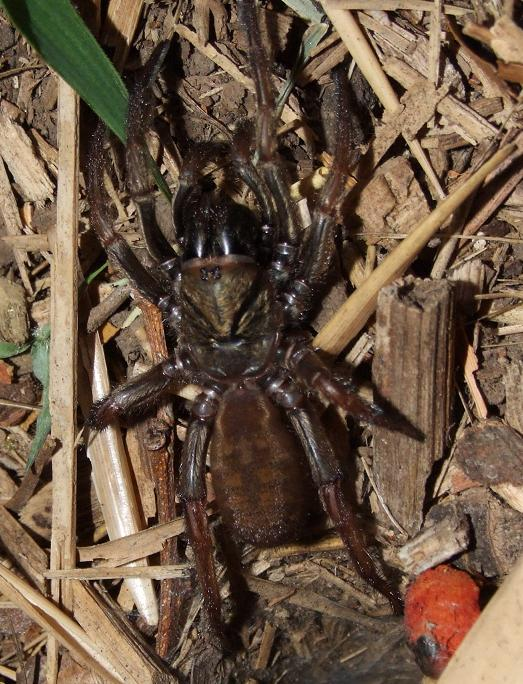
Arbanitis rapax.

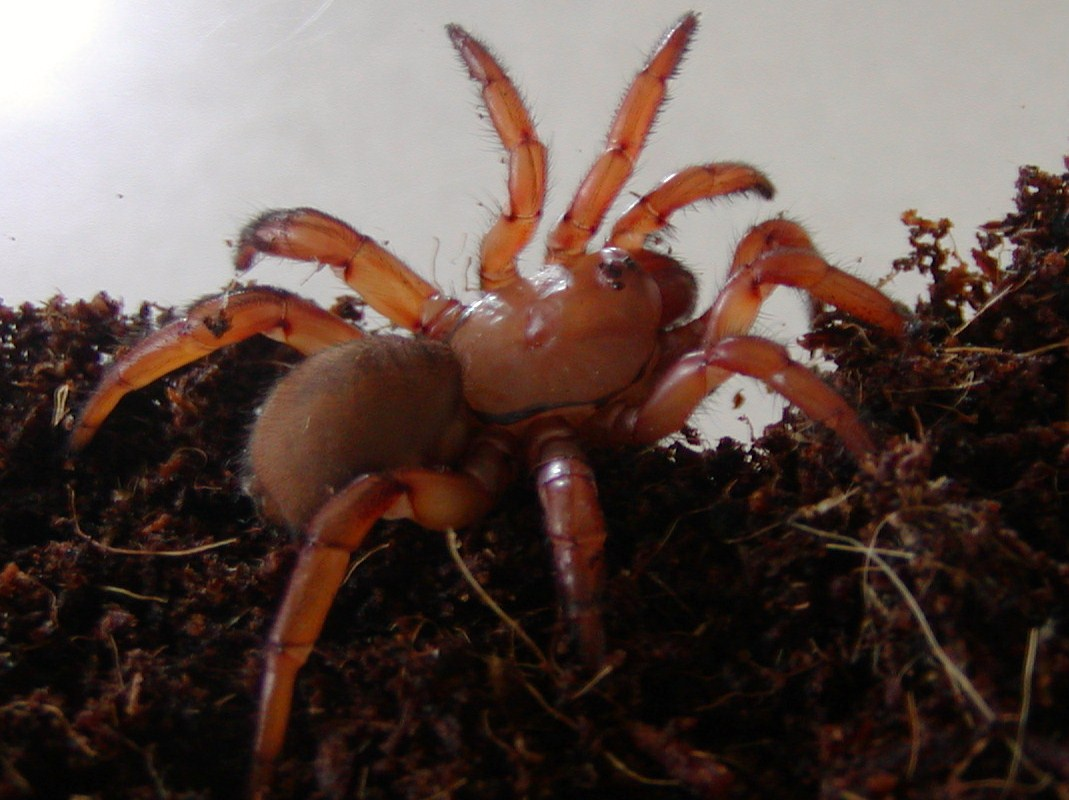
Gorgyrella sp.

## Paléontologie
Cette famille n'est pas connue à l'état fossile.

## Taxonomie
Cette famille rassemble 318 espèces dans 22 genres. 

## Liste des genres
Selon World Spider Catalog (version 21.5, 25/11/2020) :
- Arbanitis L. Koch, 1874
- Blakistonia Hogg, 1902
- Bungulla Rix, Main, Raven & Harvey, 2017
- Cantuaria Hogg, 1902
- Cataxia Rainbow, 1914
- Cryptoforis Wilson, Rix & Raven, 2020
- Ctenolophus Purcell, 1904
- Eucanippe Rix, Main, Raven & Harvey, 2017
- Eucyrtops Pocock, 1897
- Euoplos Rainbow, 1914
- Gaius Rainbow, 1914
- Galeosoma Purcell, 1903
- Genysa Simon, 1889
- Gorgyrella Purcell, 1902
- Heligmomerus Simon, 1892
- Hiboka Fage, 1922
- Idiops Perty, 1833
- Idiosoma Ausserer, 1871
- Neocteniza Pocock, 1895
- Prothemenops Schwendinger, 1991
- Scalidognathus Karsch, 1892
- Segregara Tucker, 1917
- Titanidiops Simon, 1903

## Publication originale
- Simon, 1892 : Histoire naturelle des araignées. Paris, vol. 1, p. 1-256.